# Thyestarcha acrogypsa
Thyestarcha acrogypsa är en fjärilsart som beskrevs av Edward Meyrick 1917. Thyestarcha acrogypsa ingår i släktet Thyestarcha och familjen praktmalar, Oecophoridae. Inga underarter finns listade i Catalogue of Life.